# Канівський автобус
Канівський автобус — одна із автобусних мереж Черкаської області в місті Каневі. Зараз налічується 4 маршрути та 1 депо.

## Історія
У 1960-х роках розпочався в місті Каневі автобусний рух.

### Рухомий склад
- ЛіАЗ-677 (з однією сходинкою у задніх дверях, низьким заднім майданчиком, круглими задніми ліхтарями, на початку 1980-х років із «запаскою» ззаду.
- ЛіАЗ-677А (без «запаски», з прямокутними ліхтарями ззаду, з двома сходинками ззаду, у попередній версії зад автобусу банально відвалювався).
- ЛіАЗ-677, було дві модифікації:
  - білі поручні, облицювання внітрішніх стінок «під дерево», жовта кабіна водія із середини, світло-сірі кришки механізму дверей, круглі кнопки дверей у водія;
- з 1984 року почали надходити нові модифікації: чорні поручні, білі стінки, чорна кабіна із зсувними дверима (невдовзі, їх стали різко ставити на завіси), чорні кришки над дверима, прямокутні кнопки відчинення дверей із лампочками. На лобовому склі, якщо дивидись через кабіну, праворуч від центральної стійки було наліплено 5 кольорових паперових квадратики.

1988 року до міста надійшли два зчленовані угорські автобуси Ікарус 280. Перший зчленований автобус перебував не на балансі автопарку, а у СпецГЕМі (біля  заводу Побутових виробів), приблизно у 1987 році. Задню частину демонтували, наглухо приваривши задню стінку до передньої частини, таким чином залишивши лише дві двері. Щоранку автобус їздив від Бази ОРСу до центру міста, який перевозив звичайних пасажирів. Усередині були велюрові сидіння.
| Автобусні маршрути у 1980-х роках | Автобусні маршрути у 1980-х роках | Автобусні маршрути у 1980-х роках |
| №                                 | Початковий пункт                  | Кінцевий пункт                    |
| --------------------------------- | --------------------------------- | --------------------------------- |
| 1                                 | пл. Леніна                        | завод «Сільгосптехніка»           |
| 2                                 | вул. Бузницького                  | Тарасова гора                     |
| 3                                 | пл. Леніна                        | Тарасова гора                     |
| 4                                 | вул. Героїв Дніпра                | завод «Магніт»                    |
| 5                                 | пл. Леніна                        | вул. Дорошенка                    |

## Маршрути
На теперішній час в місті Каневі діють чотири міські автобусні маршрути.
| Перелік автобусних маршрутів м. Канів | Перелік автобусних маршрутів м. Канів | Перелік автобусних маршрутів м. Канів |
| №                                     | Початковий пункт                      | Кінцевий пункт                        |
| ------------------------------------- | ------------------------------------- | ------------------------------------- |
| 1                                     | Соборна пл.                           | ЗАТ «Наша ряба»                       |
| 2                                     | вул. Бузницького                      | музей Т. Г. Шевченка                  |
| 4                                     | Автовокзал                            | вул. Маяковського                     |
| 5                                     | Соборна пл.                           | вул. Дорошенка                        |